# Rembrandt (musical)
Rembrandt (of Rembrandt de Musical) was een musical over het leven van de kunstschilder Rembrandt van Rijn, geproduceerd door Henk van der Meijden en onder regie van Frank Van Laecke. Anna de Graef was verantwoordelijk voor het script en liedteksten, de muziek werd gecomponeerd door Jeroen Englebert en Dirk Brossé. De hoofdrol van Rembrandt van Rijn werd gespeeld door Henk Poort, afgewisseld door Syb van der Ploeg (alternate) en Paul Vaes (understudy).
Van juli 2006 tot en met december 2006 was de musical te zien in het Koninklijk Theater Carré in Amsterdam, aansluitend tot januari 2007 in het Nieuwe Luxor Theater in Rotterdam.
In 2006 werd het 400ste geboortejaar van Rembrandt gevierd. Met de musical werd op dit Rembrandtjaar aangehaakt.

## Verhaal
Cornelia, de vijftienjarige buitenechtelijke dochter van Rembrandt en Hendrickje Stoffels staat stil bij de dood van haar vader. Hierna wordt het leven van Rembrandt verteld, vanaf het moment dat hij in Amsterdam aankomt tot aan de dood van Hendrickje en Titus.
De diverse hoogte- en dieptepunten uit zijn leven komen aan bod, zoals het succesvolle begin van zijn carrière en de financiële problemen die in 1657 tot zijn faillissement leidden. De musical vertelt tevens over zijn samenwerking met personen als Jan Six en Nicolaes Tulp, en zijn relaties met Saskia van Uylenburgh, Geertje Dircx en Hendrickje Stoffels.
Op het eind van het verhaal sterft Hendrickje aan de pest. Ook zijn zoon Titus overlijdt. Rembrandt blikt daarna in de rust van zijn schilderskamer terug op zijn leven.

## Vormgeving
Tijdens de voorstelling werd gebruik gemaakt van diverse schilderijen van Rembrandt: deze werden op het podium geprojecteerd, waarna de acteurs dezelfde pose aannamen en zo het schilderij als een tableau vivant naspeelden.

## Ontvangst
In de media werden de cast en de vormgeving positief beoordeeld, maar er was kritiek op de overvolle verhaallijn, de (te ernstige) teksten en de vlakke personages. Ook maakte de muziek weinig indruk.

## Rolverdeling
Hoofdcast:
- Rembrandt van Rijn - Henk Poort
- Alternate Rembrandt van Rijn - Syb van der Ploeg
- Saskia van Uylenburgh - Wieneke Remmers
- Geertje Dircx - Annick Boer
- Hendrickje Stoffels - Maike Boerdam
- Professor Nicolaas Tulp - Paul Vaes (understudy Rembrandt)
- Jan Six - Quirijn de Lang
- Rippert - Peter Lusse
- Linckeard - Jimmy Hutchinson
- Hendrick van Uylenburgh - Bert Simhoffer
- Titus van Rijn - Roon Staal
- Cornelia van Rijn - Lotte Geertsma
- De Rattenvanger - Remko Harms

Ensemble:
- Tineke Blok (understudy Saskia van Uylenburgh)
- Evi de Jean (undertsudy Geertje Dircx)
- Deborah De Ridder (understudy Hendrickje Stoffels)
- Bertine Verbeek (understudy Cornelia)
- Barry Beijer (understudy Rippert)
- Wouter Braaf (understudy Titus)
- Gerrit Pieter Heida - (understudy Jan Six)
- Armand Pol (understudy Linckeard)
- Rolf van Rijsbergen (understudy professor Tulp)
- Dick Schaar (understudy Hendrick van Uylenburgh)
- John Vooijs (understudy rattenvanger)
- Nadine de Boer
- Tessa Bons
- Maudy Bremer
- Renske Hoeksema
- Babette Holtmann
- Bas IJff
- Albert Kamphuis
- Addo Kruizinga
- Nico Schaap

'14-'18 · '40-'45 (België) · '40-'45 (Nederland) · De 3 Biggetjes · 3 Musketiers · Aida · Alice in Wonderland · A xXxmas Carola · Anatevka · Assepoester · Belle en het Beest · Billie Holiday · Bloedbroeders · The Bodyguard · Cabaret · Camelot · Cats · Chicago · Ciske de Rat · Cyrano de Bergerac · De Schone van Boskoop · Daens · Dirty Dancing · Doe Maar! · Domino · Doornroosje · Dracula · Drood · Elisabeth · Evita · Fame · De Finale · Flashdance · Foxtrot · Goodbye, Norma Jeane · Grease · Hair · High School Musical · De Jantjes · Jekyll & Hyde · Jersey Boys · Jesus Christ Superstar · Kadanza · De kleine zeemeermin · Koning van Katoren · Kruimeltje · Kuifje: De Zonnetempel · Kunt u mij de weg naar Hamelen vertellen, mijnheer? · The Last Five Years · Lelies · The Lion King · The Little Mermaid · Love Story · Lover of Loser · Mamma Mia! · De man van La Mancha · Mary Poppins · Les Misérables · Miss Saigon · Muerto! · De Muze van Rubens · My Fair Lady · On Your Feet! · Op hoop van Zegen · Oorlogswinter · The Passion · Pauline & Paulette · The Phantom of the Opera · Pinokkio · Red Star Line · Rembrandt · Robin Hood · Romeo en Julia, van Haat tot Liefde · De Rozenoorlog · Shhh...it happens! · Shrek · Soldaat van Oranje · Spring Awakening · De sprookjesmusical Klaas Vaak · Sneeuwwitje · The Sound of Music · Tarzan · Titanic · Turks fruit · Urinetown · De Vliegende Hollander · Wat Zien Ik?! · Wicked · The Wild Party · The Wiz · Wickie de viking de musical
    Portaal Musical